# Genista obtusiramea
Genista obtusiramea är en ärtväxtart som beskrevs av Édouard Spach. Genista obtusiramea ingår i släktet ginster, och familjen ärtväxter. Inga underarter finns listade i Catalogue of Life.